# 본질
본질(本質)은 그것이 그것으로서 있기 위해 없어서는 안 되는 것을 말한다.
인간과 삼각형이 다른 점은 형체라든가 모습만이 아니다. 보다 더 근본적으로 묻고 설명하지 않으면 알 수 없는 것이 있다. 그것은 인간이란 무엇이냐는 질문의 해답에서 '무엇'에 해당한다. 제각기의 것이 지니는 그 무엇이다. 본체(本體)이며, 인간의 경우에는 그 정의(定義)이다. 이것은 현대의 실존과는 대립된다.

## 같이 보기
- 존유
- 보편 논쟁
- 삼위일체
- 실체
- 양상 논리
- 원형 이론(prototype theory)
- 이데아론
- 현상 (철학)(Phenomenon)
- 히포케이메논(영어판)
- 신념
  - 물리주의(Physicalism)
  - 본질주의
- 인물
  - 이븐 시나